# Stadio Orlando Scarpelli
Lo stadio Orlando Scarpelli (in portoghese Estádio Orlando Scarpelli) è uno stadio di calcio di proprietà del Figueirense Futebol Clube situato nel quartiere Estreito della parte continentale della città di Florianópolis, nello Stato di Santa Catarina. È il più grande impianto calcistico di Florianópolis. La partita con più tifosi allo stadio è stata Figueirense contro Vasco da Gama nel 1975, con 32.800 spettatori.